# Ferdrupt
Ferdrupt ist eine französische Gemeinde mit 731 Einwohnern (Stand 1. Januar 2022) im Département Vosges der Region Grand Est. Sie gehört zum Arrondissement Épinal und zum Gemeindeverband Ballons des Hautes-Vosges.

## Geografie

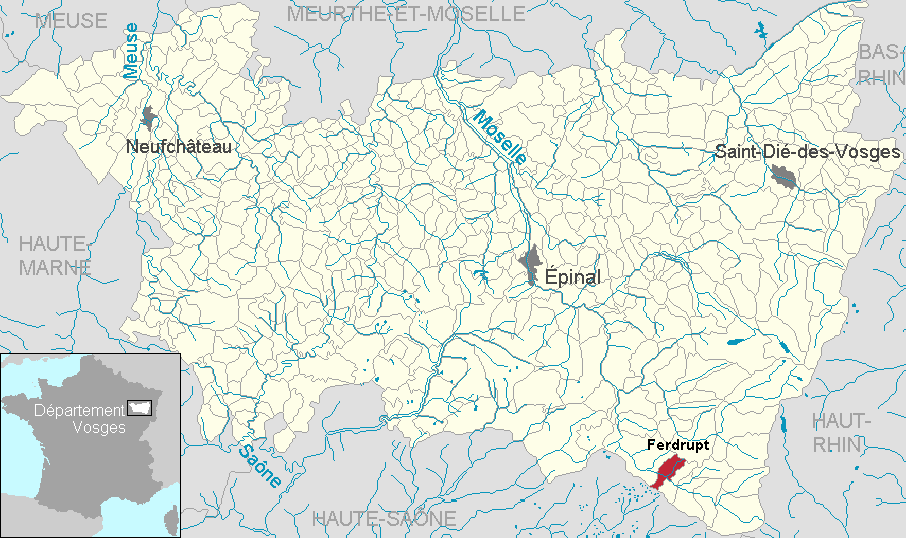
Lage der Gemeinde Ferdrupt im Département Vosges

Die Gemeinde Ferdrupt liegt an der oberen Mosel in den Vogesen im äußersten Südosten Lothringens und grenzt im Süden an die Region Bourgogne-Franche-Comté. Die nächstgrößere Stadt Remiremont ist 18 Kilometer entfernt.
Das Gemeindegebiet von Ferdrupt erstreckt sich vom Tal der Mosel, das hier ca. 500 Meter breit ist, bis zu den Kammlagen nördlich und südlich des Ortes. Im Norden wird mit 903 Metern die höchste Erhebung in der Gemeinde erreicht. Im Süden liegt auf bis zu 765 Metern Höhe ein Hochplateau, auf dem die Wasserscheide zum Einzugsgebiet der Saône verläuft. Im Gemeindegebiet münden zwei Gebirgsbäche, deren Täler tief in das Gebirge einschneiden, in die Mosel, von Norden der Ruisseau de Ferdrupt, von Süden der Ruisseau de Xoarupt.
Drei Viertel des 14,6 km² großen Gemeindegebietes sind von Wald bedeckt, die zu den Forstarealen Forêt Domaniale du Géhant, Forêt Domaniale de Longegoutte und Bois du Ménil gehören. Das enge Moseltal lässt nur schmale Ackerflächen zu, an den tiefer liegenden Gebirgshängen dominieren Viehweiden.
Zu Ferdrupt gehören die Ortsteile Remanvillers und Xoarupt.
Nachbargemeinden von Ferdrupt sind Saulxures-sur-Moselotte im Norden, Ramonchamp im Osten, Beulotte-Saint-Laurent im Süden, Corravillers im Südwesten sowie Rupt-sur-Moselle im Westen.

## Geschichte
Bereits in der Römerzeit führte der Weg von Metz nach Basel über das obere Moseltal und somit durch Ferdrupt. Nahe dem Ort wurde bis ins 20. Jahrhundert hinein Blei, Kupfer und Silber abgebaut.
Die Gemeinde Ferdrupt entstand 1832 aus Teilen der heutigen Nachbargemeinden Rupt-sur-Moselle und Ramonchamp.

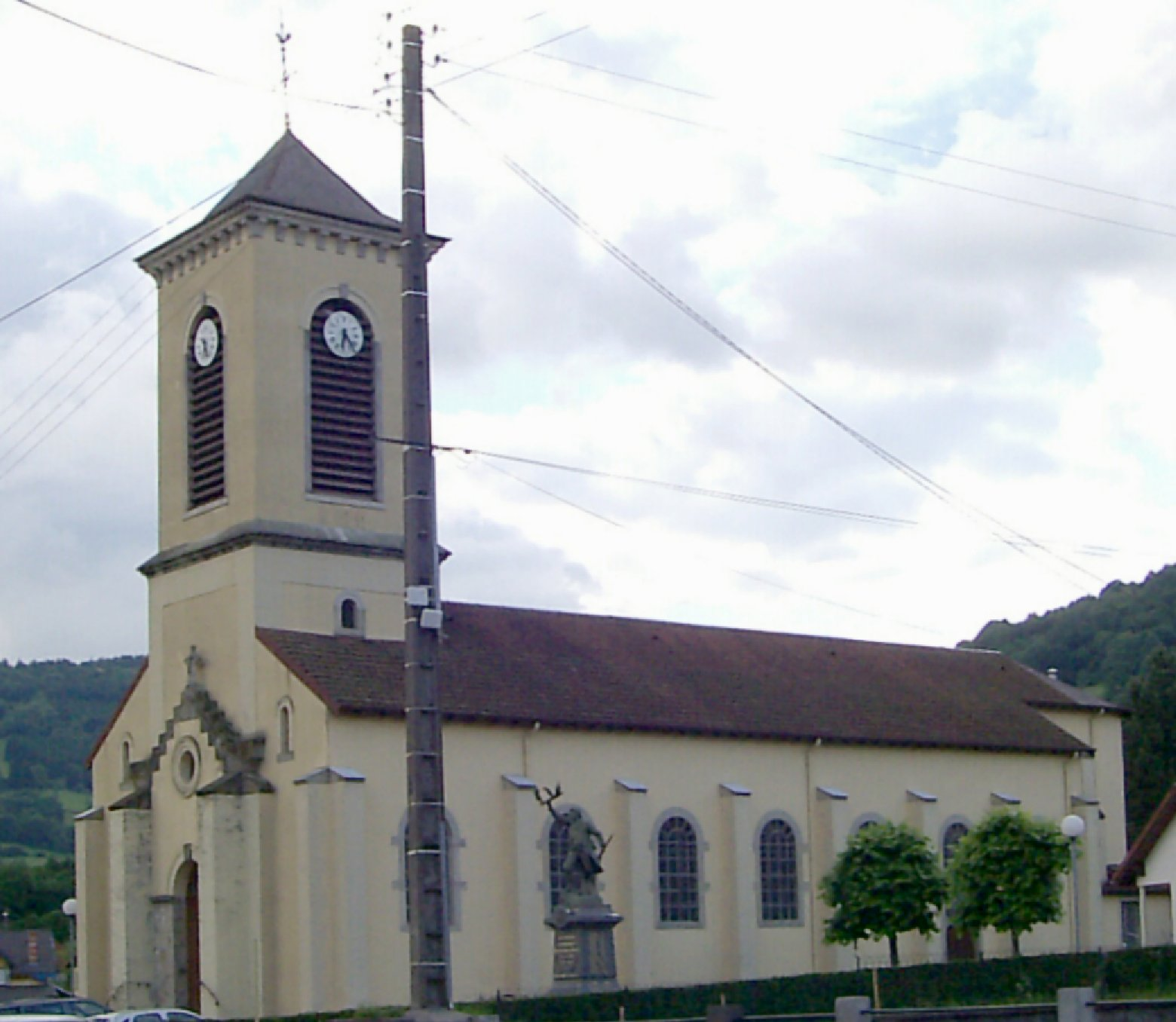
Kirche Saint-Vincent-de-Paul

### Bevölkerungsentwicklung
| Jahr      | 1962 | 1968 | 1975 | 1982 | 1990 | 1999 | 2006 | 2013 | 2021 |
| Einwohner | 720  | 790  | 763  | 833  | 859  | 854  | 810  | 725  | 725  |

Im Jahr 1906 wurde mit 1281 Bewohnern die bisher höchste Einwohnerzahl ermittelt. Die Zahlen basieren auf den Daten von cassini.ehess und INSEE.

## Wirtschaft und Infrastruktur
Nur noch wenige Einwohner von Ferdrupt sind in der Land- und Forstwirtschaft beschäftigt. In der Gemeinde sind zehn Landwirtschaftsbetriebe ansässig (Zucht von Geflügel, Rindern, Schafen und Ziegen).  Neben dem Gastgewerbe (Pensionen im Wintersportgebiet) spielt die Textilindustrie eine Rolle (Kohler France Textiles SA). Darüber hinaus pendeln viele Bewohner des oberen Moseltales in die Gewerbegebiete um Remiremont.
Die stark frequentierte Route nationale 66 (E 512) von Épinal über den Col de Bussang nach Mülhausen führt durch Ferdrupt. Sie wurde 2008 im Ortsbereich grundlegend saniert.

## Belege
1. ↑  Ferdrupt auf cassini.ehess
2. ↑  Ferdrupt auf INSEE
3. ↑  Landwirtschaftsbetriebe auf annuaire-mairie.fr (französisch)